# Burasaia madagascariensis
Burasaia madagascariensis är en tvåhjärtbladig växtart som beskrevs av Dc.. Burasaia madagascariensis ingår i släktet Burasaia och familjen Menispermaceae. Inga underarter finns listade i Catalogue of Life.